# Paul Raabe
Paul Raabe (* 21. Februar 1927 in Oldenburg; † 5. Juli 2013 in Wolfenbüttel) war ein deutscher Literaturwissenschaftler und Bibliothekar, laut FAZ „Deutschlands bekanntester Bibliothekar“.

Der Literaturwissenschaftler und Bibliothekar Paul Raabe (1927–2013), Aufnahme um 1990

## Leben
Paul Raabe wurde als Sohn des Holzbildhauers Wilhelm Raabe (1897–1943) geboren und wuchs in eher bescheidenen Verhältnissen auf. Während des Zweiten Weltkrieges war er von 1943 bis 1945 als Luftwaffenhelfer eingesetzt und leistete Reichsarbeitsdienst. Nach dem Abitur im Jahr 1946 an der Graf-Anton-Günther-Schule in Oldenburg machte er zunächst ein unbezahltes Praktikum an der Oldenburger Landesbibliothek, an das sich die Ausbildung zum Diplom-Bibliothekar an der damaligen Bibliotheksschule in Hamburg anschloss. Es folgte von 1951 bis 1957 ein Studium der Germanistik und Geschichte an der Universität Hamburg. Er promovierte 1957 mit einer Arbeit über die Briefe Friedrich Hölderlins.
Von 1958 bis 1968 war er Leiter der Bibliothek des Deutschen Literaturarchivs Marbach, wo er sich in zahlreichen Veröffentlichungen und Veranstaltungen mit dem literarischen Expressionismus beschäftigte, bevor er im Jahre 1968 die Leitung der Herzog August Bibliothek in Wolfenbüttel übernahm. Hier begann er die Bibliothek, die im 17. Jahrhundert als die größte in Europa galt, zu einer modernen, international anerkannten Studien- und Forschungsstätte für das Mittelalter und die frühe Neuzeit auszubauen und zu öffnen. So wurden unter anderem ein Stipendien- und Forschungsprogramm, eine Publikationsabteilung und ein Schülerprogramm eingerichtet. Nach und nach wurden weitere Gebäude in die Bibliothek mit einbezogen, so dass ein regelrechtes Bibliotheksquartier entstand.
Als Bibliothekar in Wolfenbüttel stand Raabe in der Nachfolge von Gottfried Wilhelm Leibniz, Gotthold Ephraim Lessing und Erhart Kästner. 1987 erhielt er die Ehrendoktorwürde der Jagiellonen-Universität in Krakau und der Technischen Universität Braunschweig. Im Jahre 1991 bekam Raabe die Ehrenbürgerwürde der Stadt Wolfenbüttel verliehen.
Nach seiner Pensionierung als Bibliotheksdirektor in Wolfenbüttel war Raabe von 1992 bis 2000 Direktor der Franckeschen Stiftungen in Halle (Saale). Außerdem war er Mitglied des Stiftungsrates der Klassik Stiftung Weimar und des Kuratoriums Weimar ’99.
Im Februar 1997 erhielt er die Ehrendoktorwürde der Martin-Luther-Universität Halle-Wittenberg, am 21. Februar 2002 wurde ihm die Ehrenbürgerschaft der Stadt Halle (Saale) verliehen.
Raabe veröffentlichte zahlreiche Werke zur Buch-, Bibliotheks- und Quellengeschichte, zur Literatur des Expressionismus, der Aufklärung und zur Weimarer Klassik. Seinen wissenschaftlichen Nachlass vermachte er der Landesbibliothek Oldenburg.
Paul Raabe war seit 1953 verheiratet mit der Bibliothekarin Mechthild Raabe († Juni 2005) geb. Holthusen, der Schwester des Schriftstellers Hans Egon Holthusen, für deren Ausbildung er als Direktor der Landesbibliothek in Oldenburg verantwortlich war. Der Ehe entstammen vier Kinder, darunter Katharina Raabe, Lektorin für osteuropäische Literatur im Suhrkamp Verlag Berlin, und Christiane Raabe, seit 2007 Direktorin der Internationalen Jugendbibliothek München.
Raabes elf Jahre jüngere Schwester Elisabeth Raabe (geb. 9. Juli 1939 in Oldenburg) machte sich nach einem Studium der Geschichte, Germanistik und Kunstgeschichte sowie verschiedenen Lektoratstätigkeiten zusammen mit ihrer Schweizer Co-Verlegerin Regina Vitali (geb. 1942) mit der Übernahme des Arche Verlags selbständig (1983–2008); sie führte ihn 2008–2017 als Arche Kalender Verlag und 2018–2024 als edition momente weiter. Paul Raabe arbeitete dabei als Autor, Herausgeber und Mentor eng mit der Schwester zusammen. Im Gegensatz zu seinen populären „Arche-Spaziergängen“ durch Weimar, Sils Maria und Wolfenbüttel blieb allerdings der von ihm herausgegebenen Reihe „Arche Editionen des Expressionismus“, die ihm ein Herzensanliegen war („Mein expressionistisches Jahrzehnt. Anfänge in Marbach am Neckar“, 2004), der verlegerische Erfolg versagt.
Paul Raabe starb am 5. Juli 2013 in Wolfenbüttel nach einem Schlaganfall.

## Auszeichnungen
- 1975: Korrespondierendes Mitglied der Göttinger Akademie der Wissenschaften[11]
- 1987: Ordentliches Mitglied der Braunschweigischen Wissenschaftlichen Gesellschaft
- 1991: Niedersachsen-Preis
- 1992: Großes Verdienstkreuz des Niedersächsischen Verdienstordens
- 1997: Großes Bundesverdienstkreuz mit Stern
- 1997: Niedersächsische Landesmedaille
- 1999: Karl Friedrich Schinkel-Ring des Deutschen National-Komitees für Denkmalschutz
- 2001: Deutscher Stifterpreis des Bundesverbandes deutscher Stiftungen
- 2001: Max-Herrmann-Preis
- 2001: Sächsischer Verdienstorden des Freistaates Sachsen
- 2005: Thüringischer Verdienstorden
- 2006: Karl-Preusker-Medaille
- 2007: Verdienstorden des Landes Sachsen-Anhalt
- 2007: Einheits-Preis der Bundeszentrale für politische Bildung
- 2007: Weimar-Preis[12] (Ein Jahr später erklärte er, diesen Preis zurückzugeben. Als Grund nannte er den Skandal um den Verkauf des Hauses der Frau von Stein an den spanischen Unternehmer und Kunstsammler Joan Xavier Bofill, der dort seine Dalí-Sammlung ausstellen will.)
- 2008: Ehren-Medaille der ZEIT-Stiftung Ebelin und Gerd Bucerius
- 2012: Ehrenmitgliedschaft der Kulturpolitischen Gesellschaft
- 2013: Leibniz-Medaille der Berlin-Brandenburgischen Akademie der Wissenschaften

In Wolfenbüttel wurde ihm zu Ehren der Prof.-Paul-Raabe-Gedenkstein errichtet und die freie Fläche zwischen Bibliothek, Lessinghaus und Zeughaus Prof.-Paul-Raabe-Platz genannt.
Nach der Sanierung der Aula der Latina August Hermann Francke 2015 wurde der Saal in Paul-Raabe-Saal umbenannt.

## Werke (Auswahl)
- Von Jöcher zu Ebert. Die deutsche Literaturverzeichnung von 1750–1830, Diplomarbeit, Bibliotheksschule Hamburg, Hamburg 1948.[14]
- Einführung in die Bücherkunde zur deutschen Literaturwissenschaft. Metzler Verlag, Stuttgart 1961.
- Quellenkunde zur neueren deutschen Literaturgeschichte. Metzler Verlag, Stuttgart 1962.
- Die Briefe Hölderlins – Studien zur Entwicklung und Persönlichkeit des Dichters. Metzler Verlag, Stuttgart 1963.
- Die Zeitschriften und Sammlungen des literarischen Expressionismus. Repertorium der Zeitschriften, Jahrbücher, Anthologien, Sammelwerke, Schriftenreihen und Almanache 1910–1921. Metzler Verlag, Stuttgart 1964.
- (Hrsg.) Franz Kafka: „Sämtliche Erzählungen“. Fischer-Taschenbuch-Verlag, Frankfurt am Main 1970, ISBN 3-596-21078-X.
- mit Georg Ruppelt und Wolfgang Milde: Die Herzog August Bibliothek in den letzten 100 Jahren. Verlag Traugott Bautz, Göttingen 1980, ISBN 978-3-88309-005-4.
- Bücherlust und Lesefreuden. Beiträge zur Geschichte des Buchwesens im 18. und frühen 19. Jahrhundert. Metzler Verlag, Stuttgart 1984, ISBN 978-3-476-00556-4.
- Wie Shakespeare durch Oldenburg reiste. Skizzen und Bilder aus der oldenburgischen Kulturgeschichte. Heinz Holzberg Verlag, Oldenburg 1986, ISBN 978-3-87358-275-0.
- „Die Aktion.“ Reprint der Zeitschrift 1911–1932, alle Ausgaben in 15 Bänden. Mit Einführung und Kommentar. Kraus, Millwood, New York 1983; Photomech. Nachdruck der ersten vier Jahrgänge bei Cotta, Stuttgart 1961. Mit Einführung, Zeugnissen, drei Verzeichnissen (1. der Mitarbeiter, 2. der Rezensionen und behandelten Personen sowie 3. zum Verlag Die Aktion und seinen Veranstaltungen und Veröffentlichungen).
- Spaziergänge durch Nietzsches Sils-Maria. Arche Verlag, Zürich 1994; aktualisierte Neuauflage, Wallstein Verlag, Göttingen 2019, ISBN 978-3-8353-1888-5.
- Spaziergänge durch Lessings Wolfenbüttel. Arche Verlag, Zürich 1997, ISBN 978-3-7160-2228-3.
- August Hermann Francke 1663–1727. Bibliographie seiner Schriften. Verlag der Franckeschen Stiftungen Halle im Max-Niemeyer-Verlag, Tübingen 2001, ISBN 978-3-484-84105-5.
- … in mein Vaterland zurückgekehrt. Adolph Freiherr Knigge in Hannover 1787–1790. Wallstein Verlag, Göttingen 2002, ISBN 3-89244-639-3.
- Mein expressionistisches Jahrzehnt. Anfänge in Marbach am Neckar. Arche Verlag, Zürich 2004, ISBN 978-3-7160-2328-0.
- Zu Gast bei Max Brod – Eindrücke in Israel 1965. Niemeyer Verlag, Hameln 2004, ISBN 978-3-8271-8813-7.
- mit Barbara Strutz: Lessings Bucherwerbungen. Verzeichnis der in der Herzoglichen Bibliothek Wolfenbüttel angeschafften Bücher und Zeitschriften 1770–1781, Wallstein Verlag, Göttingen 2004, ISBN 978-3-89244-830-3.
- Spaziergänge durch Goethes Weimar. Arche Verlag, Zürich 1990; 1. aktualisierte Neuauflage, Wallstein, Göttingen 2018, ISBN 978-3-8353-1800-7.
- mit Thomas Müller-Bahlke: Das Historische Waisenhaus. Das Hauptgebäude der Franckeschen Stiftungen, Verlag der Franckeschen Stiftungen, Halle (Saale) 2005 (2., veränderte Auflage), ISBN 978-3-931479-73-2.
- Eva König (Hamburger Köpfe). Verlag Ellert & Richter, Hamburg 2005, ISBN 978-3-8319-0191-3.
- mit Barbara Strutz: Lessings Büchernachlaß. Verzeichnis der von Lessing bei seinem Tode in seiner Wohnung hinterlassenen Bücher und Handschriften 1781, Wallstein Verlag, Göttingen 2007, ISBN 978-3-8353-0157-3.
- Frühe Bücherjahre. Erinnerungen. Arche Verlag, Zürich 2007, ISBN 978-3-7160-2369-3.
- Bibliosibirsk oder Mitten in Deutschland. Jahre in Wolfenbüttel. Arche Verlag, Zürich 1992, 2. Auflage 2007, ISBN 978-3-7160-2139-2.
- Leserleben. Geschichten von Fürsten, Sammlern, Gelehrten und anderen Lesern. Arche Verlag, Zürich 2008, ISBN 978-3-7160-2383-9.
- Tradition und Innovation. Studien und Anmerkungen zur Bibliotheksgeschichte (= Zeitschrift für Bibliothekswesen und Bibliographie. Sonderband 110). Mit einem Nachwort von Georg Ruppelt. Klostermann, Frankfurt am Main 2013.